# Jane Sørensen
Jane Alrø Sørensen (født 1978 i Silkeborg) er en dansk folkeskolelærer og politiker, der bor på Amager i København. Hun blev uddannet folkeskolelærer i 2004 fra Århus Seminarium. 

## Politisk karriere
Hun var allerede i 1997 kandidat til byrådet i Silkeborg. I perioden 1998 til 2002 var hun medlem af landsledelsen i SFU. Derefter blev hun landsformand for samme forening frem til 2004. Hun været medlem af SF's hovedbestyrelse og forretningsudvalg fra 2004 indtil hun stoppede i 2010.
Ved valget til Europaparlamentet i juni 2004 blev hun opstillet for SF som nr. 5. Et halvt år efter i januar 2005 var hun med til at stifte den venstreorienterede debatorganisation Udfordring Europa, hvori hun fra maj 2005 til maj 2007 har været talsperson og medlem af dets daglige politiske og organisatoriske ledelse.
I november 2007 blev hun valgt som 1. supleant til Folketinget for SF i Østjylland. Jane Sørensen er i dag udmeldt af Socialistisk Folkeparti.